# Giorgio Masi
Giorgio Masi, né le 20 juin 1890 à Rimini et mort le 26 septembre 1971 à Brescia, est un enseignant, journaliste et homme politique italien. 
Nationaliste et cadre du Parti national fasciste (PNF), Giorgio Masi est un proche collaborateur de Roberto Farinacci, secrétaire du parti fasciste de Trieste et chargé de la propagande durant la durée du régime. 

## Biographie

### Carrière sous le régime fasciste
Né en 1890, Giorgio Masi naît à Rimini et est élevé par ses parents Massimino et Prima Semprini. Diplômé de lettres, il devient instituteur et enseigne dans les écoles de la ville de Brescia. Nationaliste, il adhère au fascisme et devient très vite, dès 1924, une figure importante en participant comme délégué aux congrès du parti, en prononçant des discours très médiatisés et en devenant l'un des vices-présidents du Grand conseil du fascisme. En 1925, il signe le Manifeste des intellectuels fascistes rédigé par Giovanni Gentile.
Dans le même temps, il devient le « collaborateur le plus fidèle de Roberto Farinacci » selon l'historien Adrian Lyttelton et est nommé secrétaire du parti fasciste de Trieste puis membre de la direction nationale du PNF et responsable, avec l'ancien syndicaliste Roberto Forges Davanzati, des secteurs liés à la culture, la propagande et l'université. Chargé de différentes missions en province notamment en 1926 par Farinacci pour soutenir les fascistes de la ville de Catane, il devient aussi le chef d'un bureau spécial chargé d'enquêter sur la franc-maçonnerie. Auteur, il écrit plusieurs livres (dont certains signés de la main de Farinacci comme Squadrismo", "Il mio Diario della vigilia 1919-1922" (Rome, Edizioni "Ardire", 1933). Par la suite, il est nommé directeur de la bibliothèque d'État de Crémone et rédacteur en chef du journal Il Régime Fascista dans la même ville. 

### Après la guerre
Arrêté par les Alliés à la fin de la guerre, il est incarcéré à Gaète pendant trois ans. Réintégré dans le système scolaire, il reviens à Brescia où il enseigne l'histoire et la philosophie au lycée scientifique « Calini », puis à l'école normale « V. Gambara ». Outre son activité de professeur, il compte, en 1955, parmi les promoteurs du parti radical de Brescia et notamment de la section Giuseppe Zanardelli, née après la scission du Parti libéral italien (PLI) le 9 décembre 1955. Il meurt en 1971.

## Publications
- Monarchia fascista e chiesa cattolica, De Alberti, Roma, 1926
- Squadrismo", "Il mio Diario della vigilia 1919-1922, Edizioni "Ardire, Rome, 1933
- Dalla religione degli dei alla religione dell'uomo, Istituto Editoriale Cisalpino, Milano, Varese, 1967
- Vita amorosa: storia e natura, la Nuova Cartografica, Brescia, 1974